# Club (golf)
Pour les articles homonymes, voir Club.

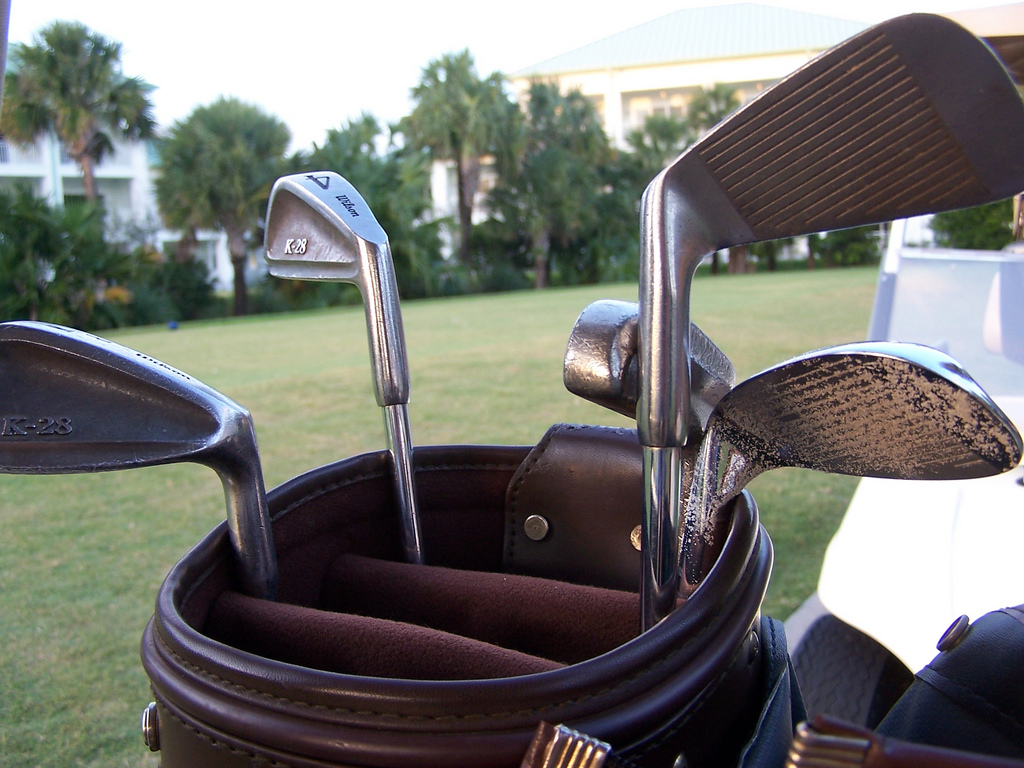
Différents clubs de golf (fers).

Au golf, un club est un accessoire utilisé pour frapper la balle. Chaque club est composé d'un manche ou shaft, d'un grip où le golfeur va venir poser les mains et d'une tête qui va frapper la balle.
Les clubs sont répartis en trois catégories :
- Bois : ils se nomment ainsi car, originellement, ils possédaient une tête faite en bois. Au départ de chaque trou,  la balle est placée sur un tee pour effectuer des longues distances sur le fairway. Leur loft (angle entre la verticale et la face du club) varie selon l'effet recherché. Outre le bois, la tête peut être constituée de titane ou de matériaux composites.
- Fers : leur tête est fabriquée en acier et possède également des lofts variés.
- Putter : il est employé pour propulser la balle sur de courtes distances principalement sur le green.

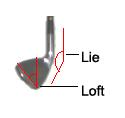
Loft et lie d'un club de golf

Les clubs sont désignés par un chiffre représentant un loft qui diffère selon la distance ou l'effet à obtenir. C'est ce loft qui fait quitter la balle du sol dans un mouvement descendant sauf dans le cas d'un drive (coup initial au départ du trou) où la balle doit être frappée dans un mouvement ascendant. L'impact de la face du club sur la balle compresse celle-ci lui donnant ainsi des effets particuliers voulus ou non (slice, hook, backspin, ...).
Une série de clubs (bois, fers et putter compris) ne doit jamais excéder le nombre de 14 dans le sac. Elle comprend bien souvent trois bois, deux wedges (fers ayant un loft très ouvert), un fer droit (putter) et huit fers (3, 4, 5, 6, 7, 8, 9 plus un pitching wedge).
Pour les débutants, il est conseillé de se procurer une simple demi-série de clubs (entre 6 et 9 clubs environ). En effet, lors de l'apprentissage initial du golf, simplifier l'approche du jeu est essentiel. Le golfeur débutant devra apprendre à utiliser les clubs indispensables pour jouer dans tous les secteurs du jeu (départ, fairway, bunker, green). Lors de sa progression, il pourra étoffer sa gamme de clubs avec de nouvelles cannes qui lui permettront de se perfectionner.

## Types de club

### Bois

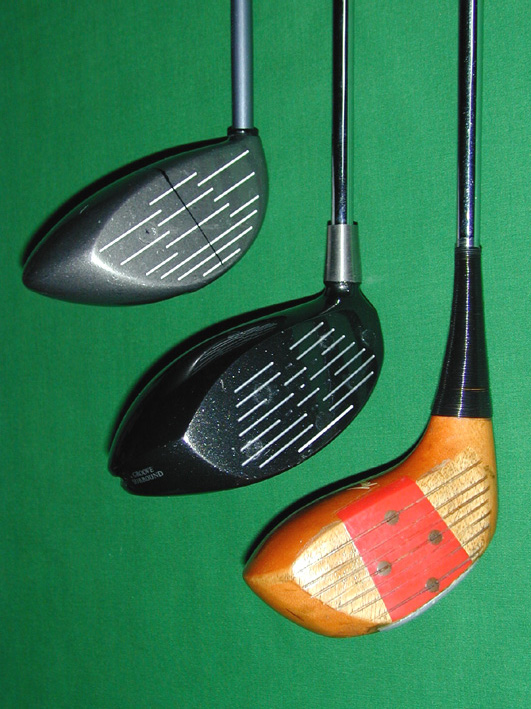
Évolution des bois

Les bois sont les clubs les plus longs de la série de clubs à la disposition du golfeur ; il les utilise pour frapper de longs coups. Ils possèdent une large tête de forme plus ou moins sphérique et une semelle légèrement incurvée afin de permettre au club de glisser facilement sur le sol avant et pendant l'impact. À l'origine, ces clubs étaient fabriqués en bois, d'où leur nom. Les bois modernes sont construits en métaux légers tels que le titane ou en matériaux composites. Les premiers sont apparus dans les années 1970 mais n'ont pas été réellement utilisés avant les années 1990.
Le plus long des bois est le bois 1, couramment appelé driver. Il a une tête extrêmement large et son utilisation est facilitée en posant la balle sur un tee. On voit apparaître de nos jours des drivers à tête carrée censés avoir une meilleure tolérance et permettre un gain en distance. Les bois plus petits (le 3 et le 5 sont les plus employés sur les parcours, le 2, 4, 7 et 9 moins usités) sont nommés bois de parcours à cause de l'utilisation principale sur les fairways pour permettre des coups relativement longs en cours de progression.
Les lofts fréquents des bois s'échelonnent de 7,5° à 31°. Les lofts les plus grands sont prisés des femmes et des seniors grâce à leur angle élevé de décollage de la balle, même avec une vitesse d'impact relativement modeste.
La longueur du manche (shaft, en anglais) des drivers est d'environ 114,3 cm mais la plupart des joueurs préfèrent des manches plus courts car ils ont la particularité d'être plus faciles à jouer. Les shafts des drivers peuvent être en graphite, beaucoup plus rarement en acier. Le graphite, étant plus léger, facilite l'accélération de la tête du club à la descente du swing (downswing). Comme presque tout l'équipement de golf, la longueur des shafts est soumise aux règles de l'USGA. La longueur maximale réglementaire du shaft est de 121,9 cm.

### Fers

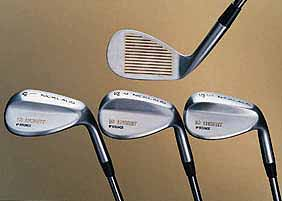
Quelques fers ayant la forme d'une lame (Blade)

Les fers sont généralement utilisés pour effectuer des coups plus courts qu'avec les bois et pour faire des approches vers le green. Les fers sont les clubs qui offrent le plus grand choix de possibilités en termes de jeu puisqu'avec un même club, on peut réaliser plusieurs types de coup (lobés, roulés, pitchés...). Les fers sont numérotés de 1 à 9, le plus petit chiffre correspondant au fer qui permet de couvrir la plus grande distance avec une trajectoire tendue alors que le chiffre le plus grand permet des coups plus courts avec une trajectoire plus verticale en raison de son loft très ouvert. Il existe des fers plus petits qui sont appelés wedges comme le sandwedge qui permet de sortir la balle d'un bunker. Les séries classiques vont du fer 3 au pitching wedge. Le fer 2 est également utilisé, tout comme le fer 1 mais principalement par les professionnels.
Les fers sont classés en trois catégories : longs, médiums et courts. Du fer 1 au fer 4 (avec des lofts très fermés), on parle de « longs fers » , du fer 5 au fer 7, de « fer moyen » ou « médium » et du fer 8 au pitching wedge, de « fers courts ». Les fers longs et moyens sont utilisés pour les coups de départ sur les trous courts ou sur le fairway pour couvrir un maximum de distance.
Il existe deux types de forme pour le fers : les fers à cavité arrière et les lames (ou blade). Les deux noms viennent de leur aspect : les premiers possèdent à l'arrière de la face du club une petite cavité alors que les seconds ont une tête en acier forgée donc pleine et très dure.
Les fers à cavité ont été introduits par la marque Ping qui a retiré une partie d'acier à l'arrière du club pour la placer plus bas, ce qui a pour effet d'avoir une meilleure tolérance et surtout un centre de gravité plus bas, ce qui permet à la balle de monter plus haut en vol.
Les fers sont forgés ou moulés. La production des fers moulés consiste à placer un morceau d'acier en fusion dans un moule alors que celle des fers forgés consiste à chauffer un morceau d'acier puis à le façonner en le frappant jusqu'à obtenir le design voulu.
Les lofts les plus courants pour des fers vont de 16 à 48 degrés et, au fil du temps, les lofts ont diminué. De nos jours, le loft d'un fer est plus fermé qu'auparavant : ainsi un pitching-wedge possède désormais le loft d'un ancien fer 8.
Le shaft des fers, qui mesure entre 90 et 100 cm, est le plus souvent composé d'acier bien qu'aujourd'hui, certains shafts sont conçus en graphite.

### Hybrides
Les clubs hybrides possèdent à la fois la qualité de précision d'un fer et le centre de gravité bas d'un bois. Ils sont également nommés « rescue clubs » en référence au modèle Rescue de la marque Taylormade. Le club hybride remplace souvent les longs fers ou certains bois courts tels que les bois 5 et 7 ; ils sont utilisés la plupart du temps lorsque la balle se trouve dans le rough où un coup avec un fer s'avère très difficile à réaliser.
Dans une étude faite en 2005 par la Darrell Survey Company, il ressort qu'environ 19 % des golfeurs américains possèdent au moins un hybride alors qu'ils n'étaient que 7,5 % en 2004[réf. souhaitée].

### Wedges
Les wedges  (ou cocheurs au Québec) sont des fers dont le loft correspond à un angle de plus de 44 degrés.
Dans les wedges, on compte le pitching wedge (cocheur d'allée au Québec) (loft de 44 à 48 degrés), le gap wedge (52 degrés) le sandwedge (cocheur de sable au Québec) utilisé dans les bunkers (loft de 54 à 58 degrés) et le lob wedge (loft de plus de 58 degrés) qui est utilisé pour approcher le green lorsque la balle est dans un bunker. Le coup sera très haut mais très court et la balle ne roulera quasiment pas. La plupart des clubs modernes sont fabriqués avec un loft compris entre 48 et 64 degrés. Grâce aux wedges, on peut imprimer plusieurs effets : pitch (quand la balle vient de haut, elle fait un petit trou dans le green), spin (quand la balle ne fait pas qu'atterrir sur le green, elle roule), top spin (la balle atterrit sur le green et roule en avant), et enfin back spin (la balle atterrit sur le green et revient en arrière). Le wedge est l'un des clubs les plus difficiles à maîtriser.

### Fers droits (Putters)

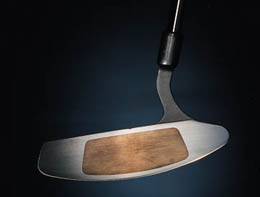
Putter avec un insert en matière souple

Les fers droits (putters) possèdent un loft très fermé à la limite de la verticale et un shaft généralement plus court que celui des fers. Ils sont exclusivement utilisés pour faire rouler la balle sur le green mais peuvent être également utilisés pour effectuer des approches très courtes du green.
Il existe différents types de fer droit. La tête peut être soit de forme maillet soit blade (forme rectangulaire).

Un fer droit « maillet » possède une tête très large et le centre de gravité est réparti sous le club, il est fréquemment utilisé par les joueurs moyens ou débutants du fait de sa grande tolérance : c'est celui utilisé dans les Minigolf. Le fer droit « blade » est souvent utilisé par les joueurs de bon niveau car il permet d'avoir un meilleur toucher de balle mais il est plus difficile à jouer.

La tête d'un fer droit peut comporter un insert en matériau souple placé sur le sweet spot permettant d'avoir un meilleur toucher.

## Distances
Dans une même catégorie de club (bois, fer), les distances parcourues par la balle sont échelonnées de 10 mètres en 10 mètres.
Pour un homme, les distances communément  observées avec les différents clubs, du joueur moyen au joueur professionnel sont les suivantes :
- distances : en mètres (équivalent en verges/yards)
- driver : 200 à 260 m (219 à 284)
- bois 3 : 180 à 235 m (197 à 257)
- bois 5 : 170 à 210 m (186 à 230)
- fer 3 : 160 à 200 m (175 à 219)
- fer 4 : 150 à 185 m (164 à 202)
- fer 5 : 140 à 170 m (153 à 186)
- fer 6 : 130 à 160 m (142 à 175)
- fer 7 : 120 à 150 m (131 à 164)
- fer 8 : 110 à 140 m (120 à 153)
- fer 9 : 95 à 130 m (104 à 142)
- pitch : 80 à 115 m (88 à 126)
- sandwedge : pour les sandwedges, la distance parcourue dépend de l'ouverture exprimée en degré (loft) du club. Les distances vont de 60 m à 90 m (66 à 98)

Par distance, il faut entendre la portée de la balle et non la distance roulée qui dépend principalement des conditions météorologiques et de l'état du terrain.
Les meilleurs joueurs professionnels vont aller de l'ordre de 25 à 30 % plus loin que l'amateur moyen avec le même club.

## Construction des clubs

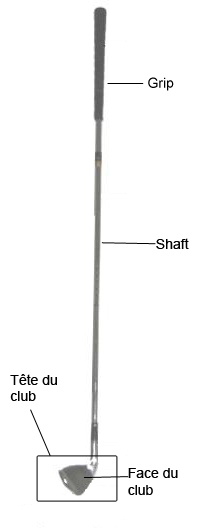
Les différentes parties d'un club

### Le shaft
Le shaft (tige) est la pièce du club que l'on apparente au manche. Il est composé d'un tube en métal ou graphite qui se resserre vers la tête du club. Certains fabricants de shafts ont créé des modèles avec les deux matières. Le shaft possède un diamètre d'environ 15 mm au niveau du grip et mesure entre 89 et 115 cm.
Les shafts sont déterminés d'après certaines caractéristiques. La première est le flex ou flexibilité. Il s'agit du pouvoir de déformation du shaft en charge représentée au golf par la vitesse du swing à l'impact. Les golfeurs ayant une vitesse de swing rapide préfèrent utiliser des shafts rigides afin de ne pas perdre en puissance. Le flex est exprimé par une lettre. Ainsi on retrouve : L (Lady), A (souple), R (regular ou standard), S (stiff ou rigide) et X (extra stiff ou très rigide). Il faut utiliser ces termes avec précaution car tous les fabricants n'utilisent pas les mêmes dénominations puisqu'il n'existe actuellement aucune « standardisation » des termes.
De nombreux golfeurs n'utilisent pas les shafts adaptés à leur niveau de jeu. Il en résulte une perte de distance due à une déformation insuffisante lors du down swing et donc une vitesse faible à l'impact avec la balle.

### Les grips
L'extrémité du shaft par lequel le joueur tient le club est appelée grip. Il est recouvert d'un manchon en caoutchouc, d'un revêtement en cuir synthétique et plus rarement en cuir.
Le grip doit avoir comme principale qualité d'être confortable pour que le golfeur puisse jouer 18 trous sans ressentir de douleur. La deuxième qualité réside dans le fait qu'il ne doit pas devenir glissant lorsqu'il est mouillé ou humide. Le mot grip est aussi utilisé pour décrire la position des mains sur le grip.

## Nom des clubs[2]
Dans le passé, chaque club avait son propre nom. Cependant, aujourd'hui les clubs sont désignés par leur nature et leur numéro (Bois 3, fer 5, etc.). Seul le bois 1 reste désigné par son nom historique (driver), ainsi que le putter, le sand-wedge, le pitching-wedge (souvent raccourci en wedge), et parfois le chipper.
Les bois :
- Bois 1 : Playclub ou Driver
- Bois 2 : Brassis
- Bois 3 : Spoon
- Bois 4 : Baffy
- Bois 5 : Cleek

Les fers :
- Fer 1 : Driving iron
- Fer 2 : Mid-iron
- Fer 3 : Mid-Mashie
- Fer 4 : Mashie-iron
- Fer 5 : Mashie
- Fer 6 : Spade Mashie
- Fer 7 : Mashie-Niblick
- Fer 8 : Pitching-Niblick
- Fer 9 : Niblick
- Chipper : Jigger

Les wedges :
- 48 degrés : Pitching Wedge (PW)
- 52 degrés : Gap Wedge (GW) ou Approach Wedge (AW)
- 56 degrés : Sand Wedge (SW)
- 60 degrés : Lob Wedge (LW)
- 64 degrés : Flop Wedge (FW)